# 巴加拉伽

巴加拉伽旗幟

巴加拉伽（BAJARAKA）是一場活躍於越戰時期越南中部高原（今西原地區）的高地族民族主義運動。
越南共和國成立後，吳廷琰沒有繼續保大帝的民族自治政策，中部高原的自治政權皇朝疆土被廢除。京族人不斷遷移進中部高原地區，擠壓高地民的生存空間，引起高地民的不滿。1955年，拉地族（今稱埃地族）人伊·班·埃紐爾在多樂省成立高地民族解放陣線（Front de Libération des Montagnards，FLM），反對吳廷琰的民族政策。西原地區的高地民族紛紛響應，隨後，這場爭取高地民族權利的運動被命名為BAJARAKA，這幾個字母代表西原地區四個主要高地民族巴拿族（BAhnar）、嘉萊族（dJArai）、拉地族（RhAdé，今稱埃地族）、格賀族（KAho）的合稱。運動的領袖包括伊·班·埃紐爾（拉地族，發起人）、休·西（Siu Síp，嘉萊族）、伊·登·阿德隆（Y Dhơn Adrong，樂善小學校長）、伊·努因·赫莫（Y Nuin Hmok、邦美蜀的中學教師）、伊·南·埃班（Y Nam Êban，軍隊士官）、保努（Paul Nưr，巴拿族學者）以及占族、麻族、斯丁族等各族人士。伊·班·埃紐爾被推舉為中央自治委員，以波來古市為中心，指揮這場運動。
1958年5月，巴加拉伽向法國、美國駐南越的大使以及聯合國等機構送出信件，譴責越南共和國（南越）的少數民族政策，並要求協助對抗越盟和越共。他們要求各強國干預，使高地民族獲得獨立。
1958年8月和9月，巴加拉伽在崑嵩、波來古、邦美蜀等地發起示威活動。這次示威被鎮壓，包括伊·班·埃紐爾在內的許多領袖被捕。巴加拉伽的一些成員成立占婆解放陣線（Front de Liberation du Champa，FLC）和下高棉解放陣線（Front de Liberation du Kampuchea Krom，FLKK）。
1961年5月19日，巴加拉伽領袖之一的伊·比·阿雷奧成立高原自治運動（Mouvement pour l'Autonomie des Hauts Plateaux），接受越南南方民族解放陣線（越共）領導。1963年吳廷琰政變被殺。在美國的干預下，所有被捕的巴加拉伽領袖都被釋放。獲釋的伊·班·埃紐爾等人成立了高原解放陣線（Front de Liberation des Hauts Plateaux，FLHP），但很快分裂為以伊·班·埃紐爾為首的和平抗爭派和以伊·登·阿德隆為首的暴力抗爭派。伊·登·阿德隆帶領自己的派系前往柬埔寨蒙多基里省建立了大本營。
1964年9月20日，由美國訓練的高地民族準軍事化部隊在廣德省、多樂省發起暴動。翌日清晨，伊·班·埃紐爾被暴動者挾持到邦美蜀，透過廣播宣告獨立。阮福永祿中將宣佈邦美蜀戒嚴，派越南共和國別動軍第23師團鎮壓了這場叛亂。伊·班·埃紐爾於20日下午逃往柬埔寨。在美國大使的勸說下，永璐同FLHP談判。伊·班·埃紐爾被承認為FLHP的領導人，FLHP領袖不被起訴，越南共和國也不追捕已逃往柬埔寨境內的FLHP領袖。
伊·班·埃紐爾逃往柬埔寨後，在柬埔寨國王諾羅敦·施亞努的支持下，高原解放陣線與雷·格森率領的占婆解放陣線以及昭·達拉（Chau Dara）率領的下高棉解放陣線合併，組成被壓制民族鬥爭統一戰線（FULRO）。